# Muhammad Ali Shah
Muhammad Ali Shah (Lucknow, 1746 – Lucknow, 7 maggio 1842) è stato un nawab del regno di Awadh, odierna India.

## Biografia
Muhammad Ali Shah era figlio di Saadat Ali Khan II, fratello di Ghazi-ud-Din Haidar Shah e zio di Nasir-ud-Din Haidar Shah .
Nawab Mohammad Ali Shah di Oudh costruì il santuario di Hurr a Karbala .

## Morte
Morì il 7 maggio 1842 d.C.

## Galleria d'immagini

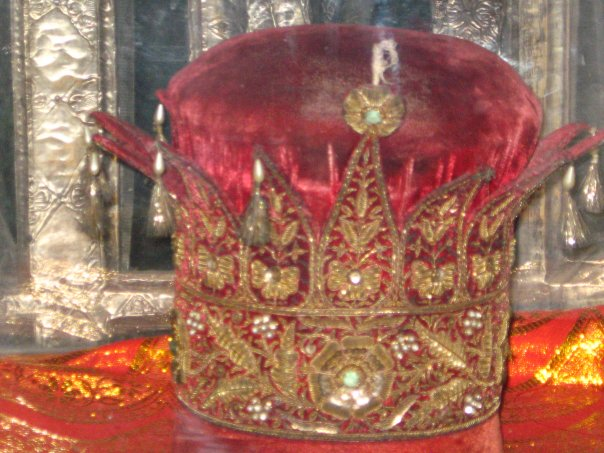
La corona di Muhammed Ali Shah Bahadur, custodita a Chhota Imambara
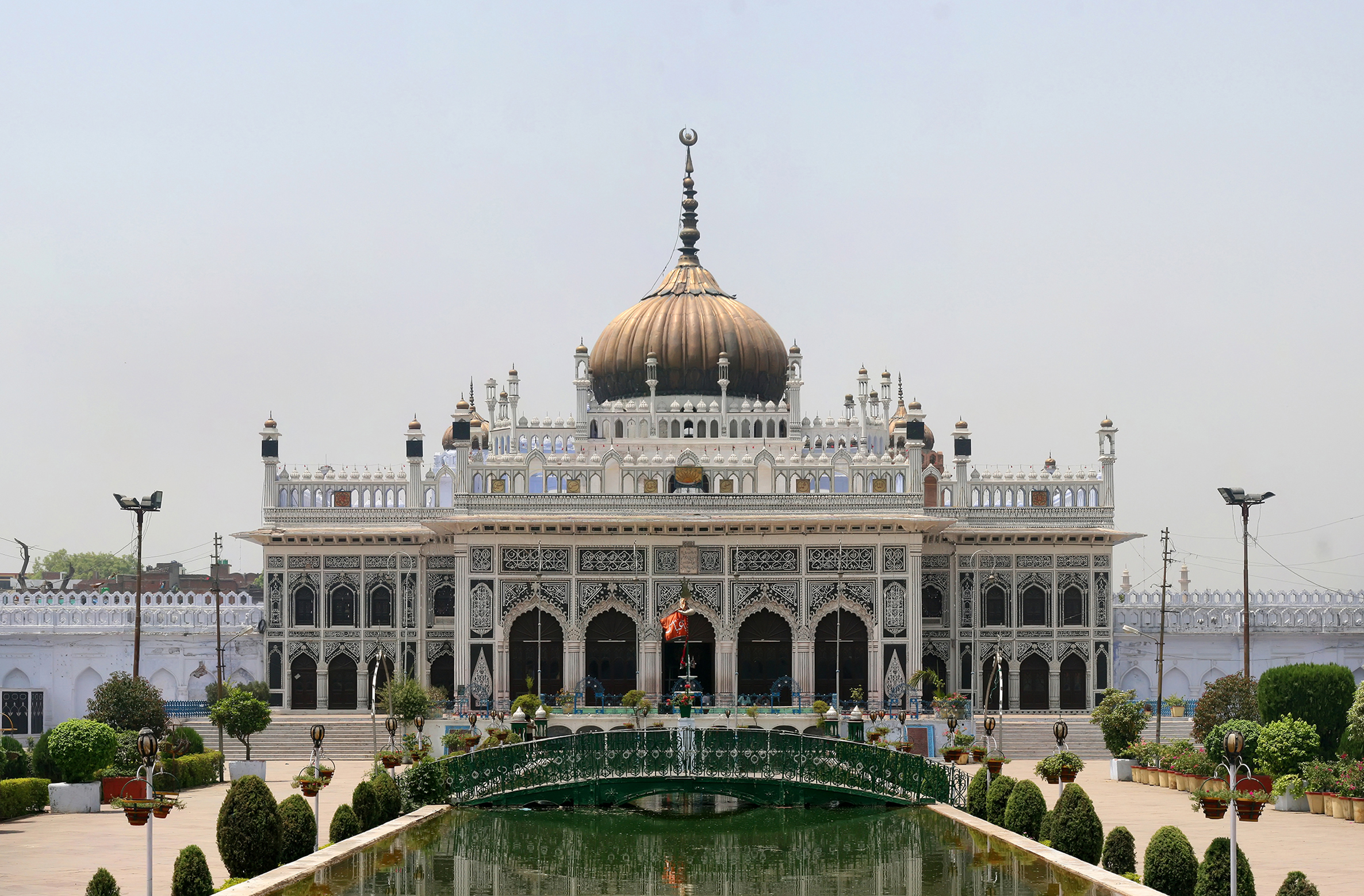
Chota Imambara a Lucknow